# Маніакти
Маніакти (англ. Maniacts) — американський фільм 2001 року.

## Сюжет
Двоє психічно хворих вбивць, Джо і Бет, зустрічаються у притулку для душевнохворих. Поступово однакові погляди і ставлення до життя переростають в глибоке розуміння, а потім, й у справжнє кохання. Однак, навколишній світ налаштований проти них. Звільнившись від продажних тюремників, вони здійснюють втечу, сподіваючись почати нове, щасливе життя.

## У ролях
| Актор                  | Роль                 |
| ---------------------- | -------------------- |
| Джефф Фейгі            | Джо Спінеллі         |
| Келлі Веймайр          | Бет Віндзор          |
| Джон Ферлонг           | Прометей Дж. Болі    |
| Мел Вінклер            | Мейсон               |
| Леслі Істербрук        | Матрон Кнюлл         |
| Джеремі Біркетт        | Джампі               |
| Вінсент Гуастаферро    | Tapeman              |
| Боб Бенкрофт           | доктор Дентон Спек   |
| Саймон Брук            | Карп                 |
| Боб Коерр              | Булл                 |
| Крістофер Малекі       | Саймон Берк          |
| Робін Рід              | терапевт             |
| Маріон Ремсі           | повія                |
| Ентоні Діліо           | Есай                 |
| Джон Патрік Патті      | Бен Роджерс          |
| Пол Блотт              | Хавасу детектив      |
| Кімберлі Лібе          | дівчина              |
| Ренді Дж. Клейн        | адміністратор        |
| Джеррі Гарднер         | детектив на фермі    |
| Кевін Віггінс          | поліцейський 1       |
| Джозеф П. Дауні        | поліцейський 2       |
| Лоїс Джирі             | старуха 1            |
| Анджеліна Торрес       | старуха 2            |
| Гаретт Т. Рекс         | санітар 1            |
| Карлос Сіснерос        | маленький ув'язнений |
| Денніс Е. Гарбер       | Стен водій лімузину  |
| Фред Мартінез          | міцний хлопець       |
| Алан Тафо              | хлопець              |
| Анджело Джарамілло     | ув'язнений 1         |
| Джоанна Шочет          | ведуча новин         |
| Абе Шейнберг           | прокурор             |
| Джон Говард            | ув'язнений 2         |
| Алекс Тарталья         | тюремник             |
| Джеймс «Дж.Р.» Поллард | бездомна людина      |